# Neuve-Maison
Neuve-Maison è un comune francese di 646 abitanti situato nel dipartimento dell'Aisne della regione dell'Alta Francia.

## Società
.

### Evoluzione demografica
Abitanti censiti